# Beker van Mauritanië
De Beker van Mauritanië is het nationale voetbalbekertoernooi van Mauritanië dat wordt georganiseerd door de Fédération de Foot-Ball de la Républic Islamique de Mauritanië (FFRIM). Het werd in 1976 voor het eerst gespeeld en zoals de meeste bekercompetities wordt het knock-outsysteem gehanteerd.
Van 1976-1991 werd er om de Coupe Nationale de Football gespeeld. Vanaf 1992 wordt er gespeeld om de Coupe du Président de la République.

## Finales 1992-2013
| Jaar               | Winnaar             | Uitslag                         | Finalist                        |
| ------------------ | ------------------- | ------------------------------- | ------------------------------- |
| 1992               | ASC SNIM            | 2-1                             | ASC PTT                         |
| 1993               | ASC Sonader Ksar    |                                 |                                 |
| 1994               | ASC Sonader         |                                 |                                 |
| 1995               | ASC Air Mauritanie  |                                 |                                 |
| 1996               | ASC Imarguens       |                                 |                                 |
| 1997               | ASC Sonelec         | 2-0                             | ASC Garde Nationale             |
| 1998               | ASC Sonelec         | 3-2                             | SDPA Trarza Rosso               |
| 1999               | ASC Police          | 2-1                             | ASC Garde Nationale             |
| 2000               | ASC Air Mauritanie  | 4-0                             | ASC Gendrim (Nouakchott)        |
| 2001               | ASC Garde Nationale | gespeeld door juniorenelftallen | gespeeld door juniorenelftallen |
| 2002 niet gespeeld |                     |                                 |                                 |

| Jaar | Winnaar            | Uitslag      | Finalist                    |
| ---- | ------------------ | ------------ | --------------------------- |
| 2003 | ASC Entente        | 4-0          | ACS Ksar (Nouakchott)       |
| 2004 | FC Nouadhibou      | 1-0          | ACS Ksar                    |
| 2005 | ASC Entente        | 2-1nv        | JA ASC Socogim              |
| 2006 | ASC Nasr de Sebkha | 1-0          | FC Trarza Rosso             |
| 2007 | ASC Mauritel       | 0-0 ns (4-2) | ASC Garde Nationale         |
| 2008 | FC Nouadhibou      | 1-0          | ASC Nasr de Sebkha          |
| 2009 | ASAC Concorde      | 0-0 ns (5-4) | FC Tevragh Zeïna            |
| 2010 | ASC Tevragh Zeïna  | 3-0          | École Feu Mini (Nouakchott) |
| 2011 | ASC Tevragh Zeïna  | 2-0          | ACS Ksar                    |
| 2012 | ASC Tevragh Zeïna  | 1-0          | ASAC Concorde               |
| 2013 | ASC Nasr Zem Zem   | 1-0 nv       | ASC Kédia (Zouérat)         |

### Prestaties per club
| Aantal | Club                | Plaats     |   | Aantal             | Club               | Plaats |
| ------ | ------------------- | ---------- | - | ------------------ | ------------------ | ------ |
| 4      | ASC Garde Nationale | Nouakchott | 1 | Equipe Espoirs     | (Mauretanië U-23?) |        |
| 3      | Espoirs             | Nouakchott | 1 | ASC Ksar Sonader   | Nouakchott         |        |
| 3      | ASC Air Mauritanie  | Nouakchott | 1 | Air Mauritanie     | Nouakchott         |        |
| 3      | ASC Tevragh Zeïna   | Nouakchott | 1 | ASC SNIM           | Nouadhibou         |        |
| 2      | ASC Trarza Rosso    | Rosso      | 1 | ASC Sonader Ksar   | Nouakchott         |        |
| 2      | AS Amical Douane    | Nouakchott | 1 | ASC Sonader        | Nouakchott         |        |
| 2      | ASC Sonelec         | Nouakchott | 1 | ASC Imarguens      | Nouadhibou         |        |
| 2      | ASC Police          | Nouakchott | 1 | ASC Nasr de Sebkha | Nouakchott         |        |
| 2      | ASC Entente         | Nouakchott | 1 | ASC Mauritel       | Nouakchott         |        |
| 2      | FC Nouadhibou       | Nouadhibou | 1 | ASAC Concorde      | Nouakchott         |        |
|        |                     |            | 1 | ASC Nasr Zem Zem   | Nouakchott         |        |

Algerije ·
Angola ·
Benin ·
Botswana ·
Burkina Faso ·
Burundi ·
Centraal-Afrikaanse Republiek ·
Comoren ·
Congo-Brazzaville ·
Congo-Kinshasa ·
Djibouti ·
Egypte ·
Equatoriaal-Guinea ·
Ethiopië ·
Gabon ·
Gambia ·
Ghana ·
Guinee ·
Guinee-Bissau ·
Ivoorkust ·
Kameroen ·
Kenia ·
Lesotho ·
Liberia ·
Libië ·
Madagaskar ·
Mali ·
Marokko ·
Mauritanië ·
Mauritius ·
Mozambique ·
Namibië ·
Niger ·
Nigeria ·
Oeganda ·
Réunion ·
Rwanda ·
Sao Tomé en Principe ·
Senegal ·
Seychellen ·
Sierra Leone ·
Soedan ·
Somalië ·
Swaziland ·
Tanzania ·
Togo ·
Tsjaad ·
Tunesië ·
Zambia ·
Zimbabwe ·
Zuid-Afrika